# Tyne and Wear Metro
Tyne and Wear Metro – kolej miejska w hrabstwie Tyne and Wear w Anglii, oddana do użytku w roku 1980, o długości 74,5 km.
Kolej ta jest kombinacją klasycznego metra i kolei podmiejskiej. Jest pierwszą w pełni nowoczesną koleją aglomeracyjną w Wielkiej Brytanii. Podobny system kolei miejskiej posiada Liverpool (Merseyrail).

Galeria
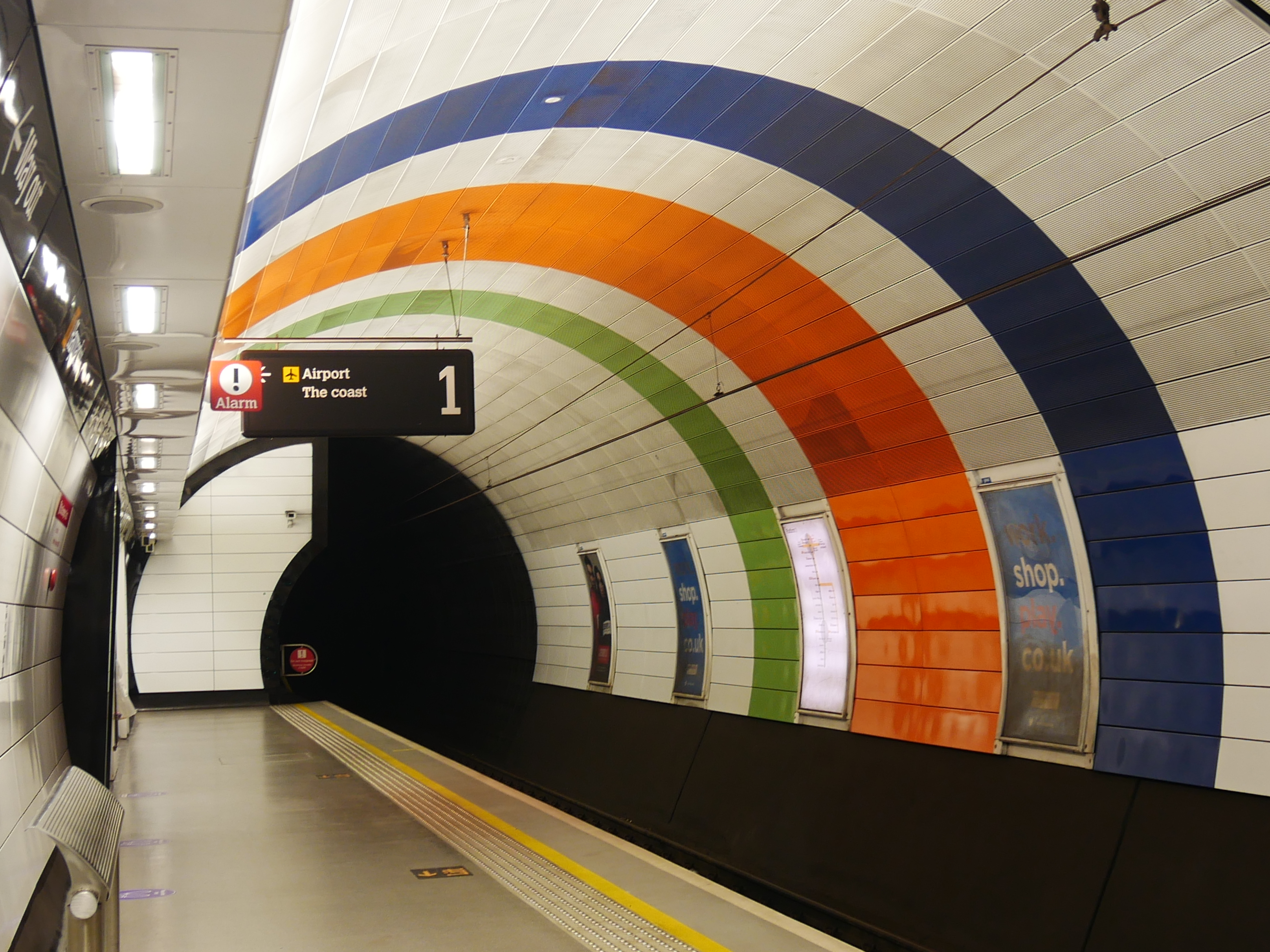
Stacja Haymarket
Plan sieci kolei aglomeracyjnej w hrabstwie Tyne and Wear

W marcu 2023 szwajcarski «Stadler» dostarczył pierwszy z 46 nowych pociągów metra (seria 555). Wprowadzenie składów do ruchu zaplanowano na jesień 2023.